# نیروی هوایی بلاروس
نیروی هوایی بلاروس (انگلیسی: Belarusian Air Force) نیروی هوایی زیرمجموعه نیروهای مسلح بلاروس است، که فعالیت خود را از سال ۱۹۹۲ آغاز کرد.